# Quercus austroglauca
Quercus austroglauca és una espècie de roure que pertany a la família de les fagàcies i està dins del subgènere Cyclobalanopsis, del gènere Quercus.

## Descripció
Quercus austroglauca és un arbre perennifoli que creix 10 metres d'altura. Les branques són glabres de color marró, amb lenticel·les arrodonides. Les fulles fan 10-14 x 3-4 cm, ovalada lanceolades, blanquinoses per sota de la base; cuneïforme. L'àpex és agut, amb un marge amb dents afilades i curtes, excepte a prop de la base, de color verd, sense pèls, brillant per sobre, blanquinoses per sota amb pèls simples o de vegades sense pèl, amb 10 a 12 parells de nervis secundaris, venes terciàries evidents per sota de la fulla. Els pecíols són glabres, solcades per sobre de la fulla, fan 1,5-2,5 cm. Les inflorescències masculines fan 4-5 cm. Les glans són ovoides, de 2 cm de llarg, punxegudes, amb 2 o 3 glans aparellades, amb un peduncle de 2 a 3 cm de llarg. La tassa de la gla és fina, hemisfèrica, que abasta mitjà nou. La superfície interior és de color gris marró tomentós. La tassa té 7 anells concèntrics d'escales, amb un marge apical 2 denticulada, altres sencera.

## Distribució i hàbitat
Quercus austroglauca creix a al sud-est de la província xinesa de Yunnan (Xi Zhou Xian), als boscos perennifolis de fulla ampla, a les muntanyes, entre els 800 i 1500 m.

## Taxonomia
Quercus austroglauca va ser descrita per Y.T.Chang i publicat a Iconographia Cormophytorum Sinicorum 1: 120. 1982.
Etimologia
Quercus: nom genèric del llatí que designava igualment al roure i a l'alzina.
austroglauca: epítet llatí que significa "de color gris austral"